# Grèges
Grèges település Franciaországban, Seine-Maritime megyében. Lakosainak száma 840 fő (2022. január 1.). Grèges Ancourt, Martin-Église és Petit-Caux községekkel határos.

## Népesség
A település népességének változása:
| Lakosok száma | 800  | 797  | 859  | 838  | 843  | 848  | 852  | 841  | 840  |
|               | 2013 | 2015 | 2016 | 2017 | 2018 | 2019 | 2020 | 2021 | 2022 |